# Schloss Tümpling

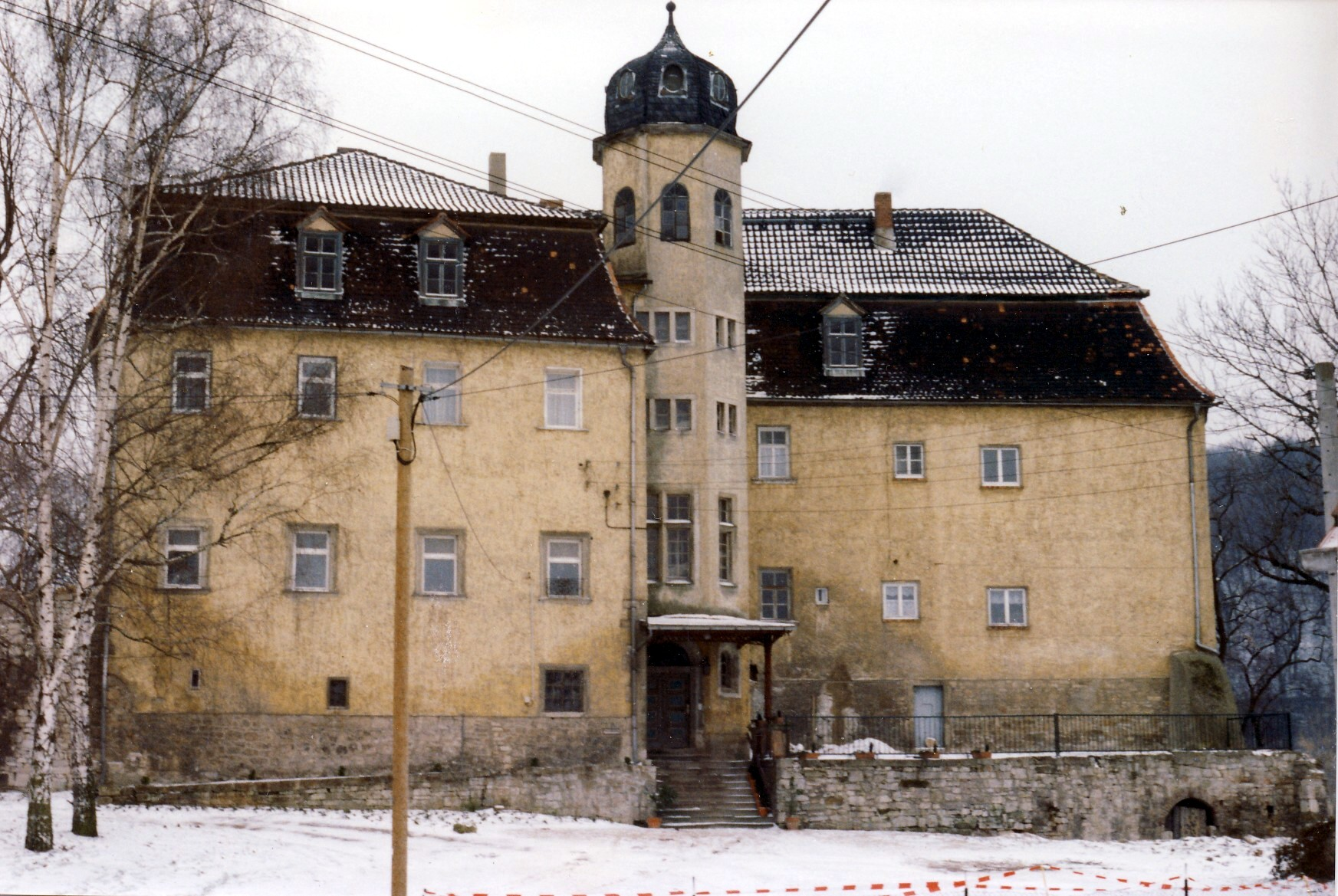
Das Herrenhaus 1996

Das Schloss Tümpling steht im Ortsteil Tümpling der Stadt Dornburg-Camburg im Saale-Holzland-Kreis in Thüringen.

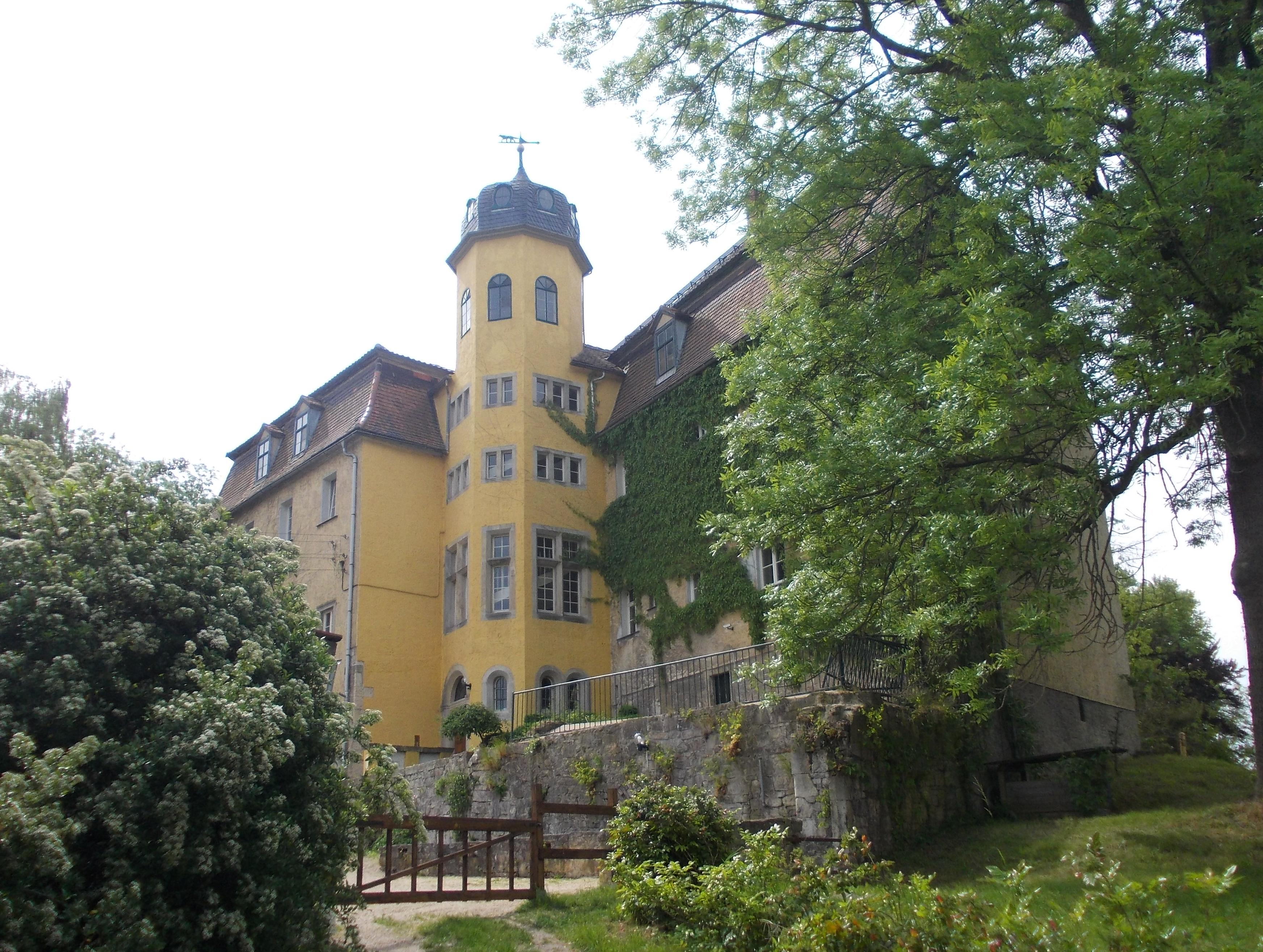
Schloss Tümpling im Mai 2015

## Geschichte
Das auf einer spornartigen Anhöhe östlich an der Saale stehende Schloss weist Keller auf, die für den Verteidigungsfall geeignet waren. Zudem ist das Schloss mit einer Garten- und Parkanlage umgeben. Der Besitz wurde 1242 ersterwähnt. Man nimmt an, es war früher wohl ein befestigter Herrensitz der Familie von Tümpling, die mehrfach in Jenaer Urkunden ab dem 14. Jahrhundert auftritt, hier mit dem Castellanus der Wettinschen Burg Camburg, Cuno von Tümpling. Namhaft war der Sachsen-Merseburgische Hofmarschall Otto Wilhelm von Tümpling-Casekirchen auf Tümpling und Schieben und später Christian Ludwig von Tümpling-Casekirchen auf Tümpling, Casekirchen und Stöben. 1817 hat das Gut Flächen der Flur Stöbern abgekauft.  Vor 1824 kommt Gut Tümpling in die Hand der bürgerlichen Familie Vogt. Mit August Theodor Vogt-Tümpling als Landkammer-Rat ist ein einflussreicher Vertreter dieser Familie in der Region bekannt geworden. Er war Abgeordneter und mit seinem Sohn Peter August Vogt Pächter des Großherzoglichen Kammergutes Dornburg mit Wilsdorf. Ende des 19. Jahrhunderts ist ein Eduard Vogt, verheiratet seit 1891 mit Helene von Anker, Tochter des Generalmajors Elwin von Anker, als Gutsbesitzer auf Tümpling dokumentiert. Die Familie Vogt auf Tümpling galten als erfolgreiche Landwirte. 1931 wird Gutsherr Eduard Vogt als Pferdezüchter genannt.
Der zum Herrensitz dazugehörende kleine Gutshof wurde 1945 enteignet und nach den Gesetzen der Bodenreform an Umsiedler aufgeteilt.
1993 wurde das Schloss von direkten Nachfahren der Tümplings erworben und sofort mit der Rekonstruktion begonnen. In den Jahren 1997, 2008 und 2019 fanden hier die Familientage derer von Tümpling statt.